# Sławomir Mrożek

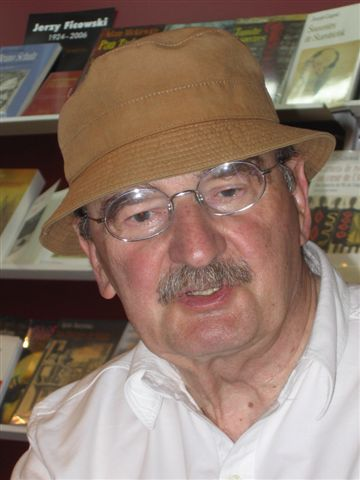
Mrożek, Warschau, 2006

Sławomir Mrożek (Borzęcin bij Krakau,  26 juni 1930 – Nice, 15 augustus 2013) was een Pools schrijver, vooral bekend om zijn toneelwerk. Mrożek was ook een begaafd cartoonist.

## Leven en werk
Mrożek studeerde journalistiek en maakte in 1957 voor het eerst naam als literator met een aantal parodistische verhalen in feuilletonvorm, later gepubliceerd onder de titel De olifant. Met een onverbiddelijke logica belicht hij de absurde en hypocriete kanten van de maatschappij. Mrożeks parodistische, satirische en ook sterk absurdistische stijl is eveneens kenmerkend voor zijn bekendste toneelwerk, zoals De politie (1958), In volle zee (1961), Strip-tease (1961) en Tango (1964).
Mrożek werd in de jaren zestig een vooraanstaand persoon in het Poolse intellectuele leven, een non-conformist, die kritiek op de overheid niet uit de weg ging. Na het neerslaan van de Praagse Lente in 1968 en het aanhalen van de teugels door de overheid, vroeg hij politiek asiel aan in Frankrijk en vestigde zich in Parijs. Door middel van zijn werk bleef hij het communistische Poolse regime echter op de hak nemen, onder meer in het internationaal gelauwerde drama De ambassadeur (1981). Hij hekelde met name de fraseologie van de officiële propaganda en de ontkenning van ongevallige historische feiten.

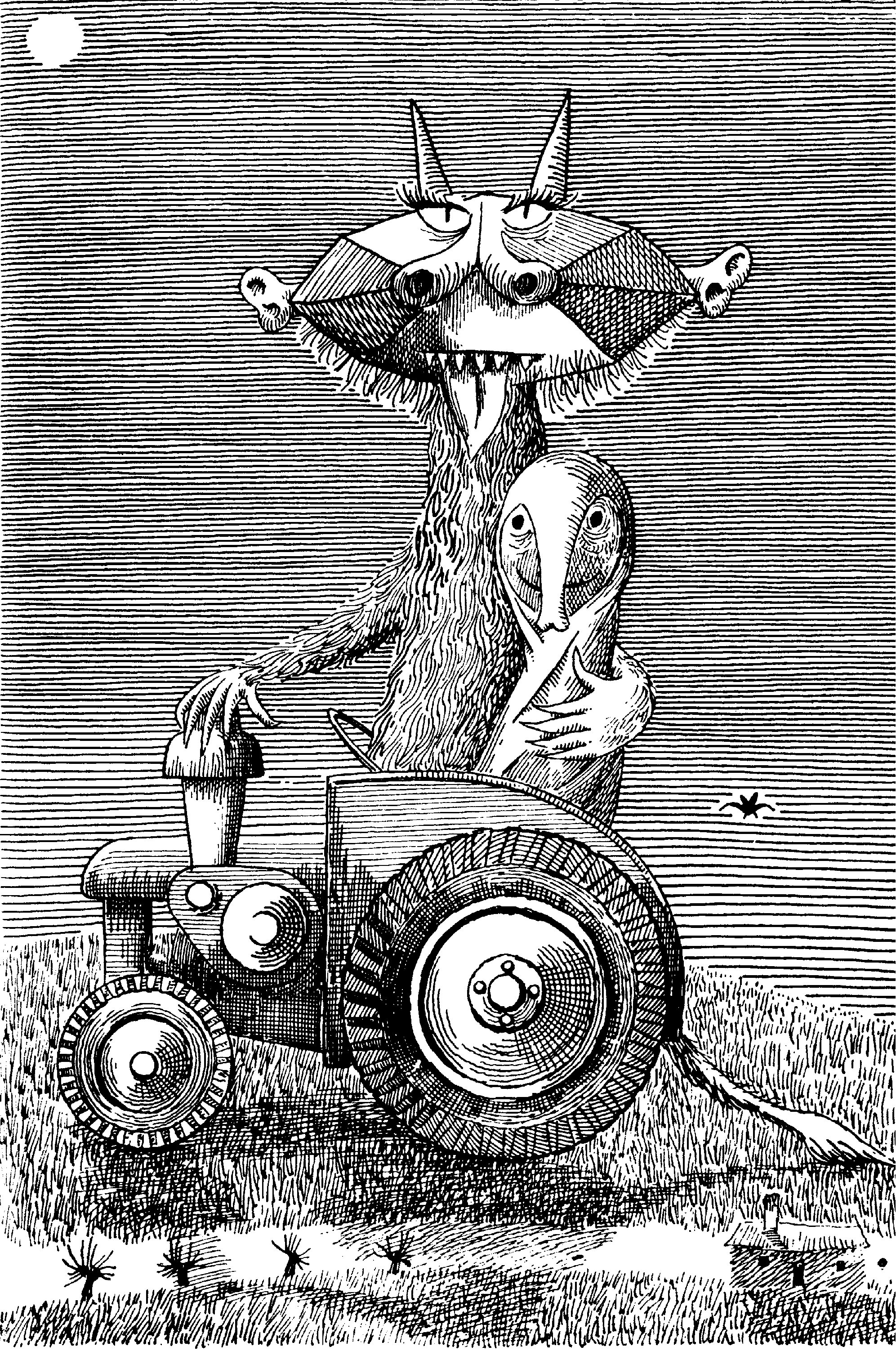
Illustratie uit Mrożeks De olifant

Na een tijdlang door Europa te hebben gezworven en ook nog een tijd lang in Mexico te hebben gewoond, keerde Mrożek in 1996 terug naar Polen, waar hij leefde en werkte in Krakau. Hij overleed in 2013 te Nice op 83-jarige leeftijd.
Mrożeks verhalen (De olifant, 1964, herdruk 1980) en een aantal van diens toneelstukken (Een wonderbaarlijke nacht, Karel, Striptease, Slachthuis, Tango, De ambassadeur, De emigranten) werden ook in het Nederlands vertaald.